# Nissan Note
Nissan Note (type E11) er en kompakt MPV fra den japanske bilfabrikant Nissan Motor, som er blevet udviklet i samarbejde med Renault. Efter konceptbilen Nissan Tone blev præsenteret på Paris Motor Show i 2004, blev den serieproducerede udgave introduceret i 2005 i Japan og i marts 2006 i Europa under betegnelsen Note.
Optisk orienterer Note sig mod minibilen Micra, som den også deler benzinmotorerne med. Note bygger på samme platform som den 29 cm kortere Renault Modus, og dieselmotorerne kommer også fra Renault. Med introduktionen af Nissan Note blev produktionen af den 20 cm længere Nissan Almera Tino indstillet. Note bygges i Sunderland i Storbritannien.

## Udstyr
Nissan Note findes i udstyrsvarianterne Visia, Acenta og Tekna. ABS, fører-, passager- og sideairbags såvel som centrallåsesystem og elektronisk startspærre hører til standardudstyret i alle versioner ligesom servostyring, el-ruder og et bagsæde, som kan klappes frem i forholdet 60:40.
Det såkaldte Friendly Lighting-system fører alt efter indstilling ved alle modeller til, at forlygterne, efter at bilen er blevet låst, fortsat er tændt i op til to minutter. Dermed kan vejen til husdøren oplyses i f.eks. mørke.
Acenta-udstyret indeholder derudover cd-afspiller, klimaanlæg, kørecomputer, el-ruder bagi såvel som tågeforlygter. Derudover har den den såkaldte Family-pakke, bestående af et armlæn på førersædet, midterarmlæn bagi, et opbevaringsrum under passagersædet, en dobbeltbund i bagagerummet såvel som klapborde og lommer bag på forsædernes ryglæn. Sidespejlene er elektrisk indstillelige og opvarmelige og førersædet kan indstilles i højden. I forbindelse med 1,6-liters benzinmotoren fås automatisk gearkasse som ekstraudstyr. På denne motorvariant er ESP standardudstyr, mens det på alle øvrige motorer er ekstraudstyr mod merpris.
Det omfangsrigeste udstyr ved navn Tekna omfatter derudover automatisk klimaanlæg, lys- og regnsensor, pedaler i aluminiumsoptik, cd-skifter med plads til 6 cd'er, ESP, hovedairbags foran og bagi såvel som elektrisk indklappelige sidespejle.

## Facelift i 2007
Note fik i efteråret 2007 et mindre, optisk facelift og var nu heloplakeret og med bagantenne; nye var farverne Emotion Red og Urban Silver såvel som et nyt indtræk til Acenta-versionen. Derudover havde alle versioner nu Bluetooth-forberedelse.

## Facelift i 2009
Nissan Note fik til modelåret 2009 et omfangsrigt facelift, introduceret på Paris Motor Show i oktober 2008 og indført i januar 2009.
I rammerne af dette facelift blev forlygterne og de nedre luftindtag større og kølergrillen nydesignet. Derudover blev den forreste stødfanger og udsparingerne til tågeforlygterne også nydesignet. Stødlisterne blev også modificeret og blev smallere, men var fortsat lakeret i bilens farve. Baglygterne blev mørkere indfarvet, og der kom nye alufælge og farver.
I kabinen kom der nye farver og indtræk, og derudover blev kombiinstrumentet og informationsdisplayet modificeret. Grundprisen blev let hævet, standardudstyret omfattede nu også hovedairbags foran og bagi på alle versioner, såvel som aktive hovedstøtter på forsæderne. Som nyt ekstraudstyr kom Nissan Connect, som er et navigations-, kommunikations- og audiosystem med touchscreen, cd-afspiller, AUX- og USB-tilslutning. Teknisk blev undervognen afstemt, så den blev mere komfortabel end tidligere.
Som ny motorisering tilbydes en 1,5-liters dieselmotor med et CO2-udslip reduceret til 119 g/km. Det samme kunne fra november 2009 gennem et ændret udvekslingsforhold sænke 1,4-liters benzinmotorens CO2-udslip med 11 g/km til 139 g/km. Begge motorer er fra 2009 kendetegnet ved tilnavnet Pure Drive, som også finder anvendelse på alle øvrige Nissan-modeller med et CO2-udslip på under 140 g/km. Ligesom på f.eks. Opels ecoFlex-modeller gøres kunderne på denne måde opmærksomme på de mest økonomiske Nissan-modeller.

## Tekniske specifikationer
| Model         | Cylindre | Ventiler | Slagvolume cm³ | Max. effekt kW (hk) / omdr. | Max. drejningsmoment Nm / omdr. | 0-100 km/t sek. | Topfart km/t | Byggeår     |
| ------------- | -------- | -------- | -------------- | --------------------------- | ------------------------------- | --------------- | ------------ | ----------- |
| Benzinmotorer |          |          |                |                             |                                 |                 |              |             |
| 1.4           | 4        | 16       | 1386           | 65 (88) / 5200              | 128 / 3200                      | 13,1            | 165          | 2006 −      |
| 1.5[1]        | 4        | 16       | 1498           | 80 (109) / 6000             | 148 / 4400                      | 11,0            | 180          | 2005 −      |
| 1.6           | 4        | 16       | 1598           | 81 (110) / 6000             | 153 / 4400                      | 10,7            | 183          | 2006 −      |
| Dieselmotorer |          |          |                |                             |                                 |                 |              |             |
| 1.5 dCi       | 4        | 8        | 1461           | 50 (68) / 4000              | 160 / 2000                      | 16,5            | 155          | 2006 − 2007 |
| 1.5 dCi       | 4        | 8        | 1461           | 63 (86) / 3750              | 200 / 1900                      | 13,0            | 168          | 2006 − 2010 |
| 1.5 dCi DPF   | 4        | 8        | 1461           | 66 (90) / 4000              | 200 / 1750                      | 12,8            | 168          | 2010 −      |
| 1.5 dCi DPF   | 4        | 8        | 1461           | 76 (103) / 4000             | 240 / 2000                      | 11,1            | 180          | 2008 − 2010 |